# Через пищевод и в космос с тантрой, мантрой и крапчатыми колёсами
Через пищевод и в космос с тантрой, мантрой и крапчатыми колёсами (англ. Down the Digestive Tract and into the Cosmos with Mantra, Tantra and Speklebang) — рассказ классика фантастического жанра Роберта Шекли, написанный в 1971 году.

## Сюжет
Вы когда-нибудь пробовали галлюциногены? Наркотики? Если у вас был опыт «общения» с этими веществами, то вы знаете, какие фантастические картины возникают в мозгу человека. Вот и Грегори поддаётся на уговоры доктора Блэйка и решился попробовать новейший и самый эффективный из галлюциногенов, который, к чести доктора, был им самим и изготовлен. Финал у рассказа весьма неожиданный.

## Дополнительная информация
В 1999 году рассказ был озвучен Владом Коппом и DJ Инкогнито в рамках проекта «Модель для сборки».